# Universidad Cristiana de Houston
La Universidad Cristiana de Houston (HCU) es una universidad privada bautista, ubicada en el suroeste de Houston, Texas, Estados Unidos. Es miembro de la Convención Bautista General de Texas (Convención Bautista del Sur).

## Historia
En 1952, la Unión Bautista autorizó una comisión para estudiar la posibilidad de ubicar un colegio Bautista en Houston. Con la ayuda y el estímulo de la Comisión de Educación de la Convención General Bautista de Texas, el comité realizó una encuesta en 1955. Actuando de conformidad con la información obtenida con el respaldo de la Comisión de Educación, la Asociación aprobó la idea de establecer un nuevo colegio. En 1956, el Consejo Ejecutivo de la Convención General Bautista de Texas aprobó una recomendación que los bautistas de Houston se da garantía de que la Convención sería apoyar una universidad. La Unión Bautista aceptó estas condiciones y aprobó los requisitos establecidos por la convención estatal Bautista.
En 1957, una tierra de Houston promotor, Frank Sharp, ofreció a la venta de la Unión Bautista de la Asociación 390 acres (1,6 km²), en el suroeste de Houston para la construcción de un colegio. La Junta de Gobernadores de la Universidad de Rice accedió a prestarle la mayor parte del dinero necesario con la tierra como garantía. Para completar la financiación, veinticinco hombres de negocios, ya que llama "fundadores", se comprometió a ser responsable de 10 000 dólares cada uno. Por lo tanto, en 1958, un sitio del campus de 196 acres (0.79 km²) fue adquirida en el suroeste de Houston, y, en 1960, el objetivo económico inicial de pagar el préstamo se llegó como resultado de una campaña entre las iglesias. Mucha de la tierra se utilizó para construir la vivienda con fines de lucro, muchas de las cuales incluyó el desarrollo que más tarde se convertirán en las semillas para la comunidad Sharpstown, y el hospital Memorial Hermann-suroeste, la tierra que sigue siendo propiedad de HBU.
En 1960, la Convención General Bautista de Texas, en su sesión anual en Lubbock, Texas, eligió la primera Junta de Síndicos. Este consejo en una sesión en Houston, Texas, el 15 de noviembre de 1960 aprobó y firmó la carta de la universidad. Al día siguiente, esta carta fue ratificado y registrado con el Secretario de Estado en Austin. La forma en que se aclaró a continuación para seleccionar los funcionarios administrativos, desarrollar una planta física adecuada, y diseñar un programa académico correspondiente. El Dr. WH Hinton comenzó a prestar servicio como el primer Presidente del Colegio el 1 de julio de 1962.
El Colegio abrió en septiembre de 1963 con una clase de primer año de 193 estudiantes, un grupo de edificios nuevos, y un personal docente de treinta profesores. Una nueva clase se añaden cada año hasta la universidad alcanzó un programa de cuatro años en 1966-67. Para entonces, la facultad a tiempo completo ha crecido a cincuenta y cuatro miembros, al servicio de una matrícula de aproximadamente 900 estudiantes de pregrado. Entre los profesores fue la historiadora Marilyn McAdams Sibley, quien recibió su Ph.D. la Universidad de Rice.
En 1973, se convirtió en una universidad.
En 2012, la administración de la universidad consideró la promulgación de un cambio de nombre, argumentando que el nombre actual de la escuela distancias de algunos estudiantes potenciales [4] De acuerdo a los nombres alternativos que proponen -. Como "Morris de la Universidad Christian-el término" bautista "podría actuar como una barrera para la búsqueda de estudiantes de países no-bautistas sectas cristianas y el término "Houston" podría ser un obstáculo para una audiencia nacional.
Tiene aproximadamente 2.000 estudiantes. Desde su establecimiento, H.B.U. ha tenido unos 40.000 alumnos, entre ellos el jugador de golf escocés, Colin Montgomerie. Tiene una escuela de enfermería que ha sido reconocida nacionalmente. Destacan también sus programas de negocios y economía.
El 21 de septiembre de 2022, la universidad cambió oficialmente su nombre a Houston Christian University (Universidad Cristiana de Houston). El programa atlético sigue siendo apodado Huskies.

## Membresías
Es miembro de la Convención Bautista General de Texas (Convención Bautista del Sur) y de la Asociación Internacional de Colegios y Universidades Bautistas.